# Campeonato Paulista de Futebol de 1966 - Segunda Divisão
O Campeonato Paulista de 1966 - Segunda Divisão, foi a 13.ª edição deste campeonato, teve como campeões a Inter de Limeira e a Ituveravense. A conquista deu o direito as agremiações a disputarem o Campeonato Paulista de Futebol da Segunda Divisão de 1967.
Além do acesso dos dois campeões, por determinação da FPF também houve acesso para os dois vice-campeões, que foram o São Carlos Clube de São Carlos e o Palmeiras de São João da Boa Vista, para disputarem a Segunda Divisão de 1967.
A AA Orlândia e o CA Linense, disputaram a  atual Série-A2 em 1967, como convidados da FPF.

## Primeira fase
O campeonato foi disputado por 36 equipes divididas em quatro séries com nove clubes cada. Foram classificados os quatro melhores de cada grupo para a segunda fase, sendo que foram divididos em mais duas séries que classificou os dois melhores para a fase final.

### Segunda fase
- - 1ª Série
- 20/11/1966 - Volkswagen Clube 2x2 Portofelicense
- 20/11/1966 - Caçapavense 0x0 Palmeiras
- 20/11/1966 - Derac 0x0 São Carlos Clube
- 20/11/1966 - Itatiba 2x0 Inter de Limeira
  - 2ª Série
- 20/11/1966 - Dracena 1x1 Orlândia
- 20/11/1966 - Ituveravense 5x0 Linense
- 20/11/1966 - Ourinhense 3x1 Piraju
- 20/11/1966 - Tanabi 2x0 Fernandópolis

- - 1ª Série
- 27/11/1966 - São Carlos Clube 5x0 Caçapavense
- 27/11/1966 - Palmeiras 2x1 Volkswagen Clube
- 27/11/1966 - Portofelicense 2x0 Itatiba
- 27/11/1966 - Inter de Limeira 4x1 Derac
  - 2ª Série
- 27/11/1966 - Orlândia 3x0 Ituveravense
- 27/11/1966 - Piraju 2x0 Dracena
- 27/11/1966 - Fernandópolis 1x0 Ourinhense
- 27/11/1966 - Linense 3x1 Tanabi

- - 1ª Série
- 04/12/1966 - Itatiba 2x2 Palmeiras
- 04/12/1966 - Caçapavense 1x2 Inter de Limeira
- 04/12/1966 - Volkswagen Clube 1x2 São Carlos Clube
- 04/12/1966 - Derac 1x0 Portofelicense
  - 2ª Série
- 04/12/1966 - Ourinhense 2x0 Linense
- 04/12/1966 - Dracena 4x1 Fernandópolis
- 04/12/1966 - Tanabi 3x1 Orlândia
- 04/12/1966 - Ituveravense 2x1 Piraju

- - 1ª Série
- 15/01/1967 - Derac 4x3 Volkswagen Clube
- 15/01/1967 - Inter de Limeira 2x0 São Carlos Clube
- 15/01/1967 - Portofelicense 0x0 Palmeiras

- - 1ª Série
- 22/01/1967 - Volkswagen Clube x Inter de Limeira
- 22/01/1967 - Palmeiras 2x1 Derac
  - 2ª Série
- 22/01/1967 - Linense 3x1 Fernandópolis
- 22/01/1967 - Orlândia 2x0 Piraju
- 22/01/1967 - Tanabi 1x2 Ituveravense (suspenso aos 30' 2º tempo)

- - 2ª Série
- 29/01/1967 - Dracena 3x? Ituveravense ?

- - 1ª Série
- 12/02/1967 - Inter de Limeira 3x2 Palmeiras
- 12/02/1967 - São Carlos Clube 5x0 Derac 
  - 2ª Série
- 12/02/1967 - Ituveravense 4x0 Fernandópolis
- 12/02/1967 - Linense 3x0 Ourinhense
- 12/02/1967 - Piraju 1x0 Orlândia
- 12/02/1967 - Tanabi 1x0 Dracena

- - 1ª Série
- 19/02/1967 - São Carlos Clube 4x0 Volkswagen Clube
- 19/02/1967 - Portofelicense 1x1 Inter de Limeira
  - 2ª Série
- 19/02/1967 - Dracena 1x0 Piraju
- 19/02/1967 - Ourinhense 0x0 Ituveravense
- 19/02/1967 - Fernandópolis 1x0 Tanabi
- 19/02/1967 - Linense 1x0 Orlândia

- - 1ª Série
- 26/02/1967 - Palmeiras 5x0 Portofelicense
- 26/02/1967 - Volkswagen Clube 3x1 Derac
  - 2ª Série
- 26/02/1967 - Orlândia 3x0 Ourinhense
- 26/02/1967 - Fernandópolis 3x0 Dracena
- 26/02/1967 - Piraju 2x0 Ituveravense
- 26/02/1967 - Tanabi 3x0 Linense

- - 1ª Série
- 05/03/1967 - Derac 2x1 Palmeiras
- 05/03/1967 - São Carlos Clube 2x0 Inter de Limeira 
  - 2ª Série
- 05/03/1967 - Linense 4x1 Dracena
- 05/03/1967 - Piraju 3x1 Ourinhense
- 05/03/1967 - Orlândia 6x1 Fernandópolis

- - 1ª Série
- 12/03/1967 - Palmeiras 2x0 São Carlos Clube
- 12/03/1967 - Portofelicense 4x2 Volkswagen Clube
  - 2ª Série
- 12/03/1967 - Orlândia 7x1 Tanabi
- 12/03/1967 - Ourinhense 1x0 Fernandópolis
- 12/03/1967 - Dracena 3x1 Ituveravense
- 12/03/1967 - Piraju 4x1 Linense

- - 1ª Série
- 19/03/1967 - Inter Limeira 1x0 Volkswagen Clube
- 19/03/1967 - Portofelicense 3x2 Derac
  - 2ª Série
- 19/03/1967 - Ituveravense 4x0 Orlândia
- 19/03/1967 - Fernandópolis 5x1 Linense
- 19/03/1967 - Tanabi 1x0 Piraju

- - 1ª Série
- 26/03/1967 - Derac 2x1 Inter de Limeira
- 26/03/1967 - São Carlos Clube 3x1 Portofelicense 
  - 2ª Série
- 26/03/1967 - Orlândia 2x0 Dracena
- 26/03/1967 - Linense 4x3 Ituveravense
- 26/03/1967 - Ourinhense 2x0 Tanabi
- 26/03/1967 - Fernandópolis 6x0 Piraju

Times da primeira Série
- São Carlos Clube
- Palmeiras-SJBV
- Itatiba
- Derac
- Inter de Limeira
- Portofelicense
- Caçapavense
- Volkswagen Clube

Classificados
- Inter de Limeira - 13 pontos
- São Carlos Clube - 13 pontos
- Palmeiras-SJBV - 11 pontos

Times da segunda Série
- Ourinhense
- Piraju
- Dracena
- Linense
- Tanabi
- Fernandópolis
- Orlândia
- Ituveravense

Classificados
- Orlândia - 13 pontos
- Ituveravense - 11 pontos

### Finais
Jogos
- 1 de abril de 1967 - Orlândia 1–1 São Carlos Clube
- 2 de abril de 1967 - Ituveravense 3–1 Inter de Limeira
- 9 de abril de 1967 - São Carlos Clube 3–0 Orlândia
- 9 de abril de 1967 - Inter Limeira 3–1 Ituveravense

Classificação final
- 1.º) Inter de Limeira - campeão (acesso)
- 2.º) Ituveravense - vice-campeão (acesso)
- 3.º) São Carlos Clube - 3º colocado (acesso)[1]
- 4.º) Orlândia - 4º colocado (acesso)
- 5.º) Palmeiras-SJBV - (acesso)
  - Em 3 de abril de 1967, a Federação Paulista de Futebol exclui vinte clubes por falta de pagamento da taxa mensal de filiação.[2]

## Premiação
| Campeonato Paulista de 1966 - Segunda Divisão |
| --------------------------------------------- |
| Internacional Campeão (1º título)             |

| Campeonato Paulista de 1966 - Segunda Divisão |
| --------------------------------------------- |
| Ituveravense Campeão (1º título)              |